# Jean-Marie Roland de la Platière
 Jean-Marie Roland de la Platière  (Thizy, Ródano-Alpes, 18 de febrero de 1734 - Bourg-Beaudoin, Normandía, 10 de noviembre de 1793) fue un político francés.
En 1780 se casó con Jeanne-Marie Philippon(París, 1754 - 1793).
Inspector de manufacturas a Lyon, organizó un club jacobino. Más tarde se hizo girondino y fue  ministro del interior  (1792). Tras el triunfo jacobino huyó a Normandía, donde se suicidó con su espada al enterarse de la ejecución, a manos de los jacobinos, de su mujer, la que había colaborado activamente con él.
Tras la muerte de  Jean-Marie Roland  y de su esposa, su pequeña hija  Eudora Roland  fue recogida por Jacques Antoine Creuzé-Latouche y luego por Louis-Augustin Bosc de Antiguo.